# Actorul și sălbaticii

Actorul și sălbaticii est un film roumain réalisé par Manole Marcus et sorti en 1975. Il a été présenté au Festival international du film de Moscou 1975. C'est un rare exemple de film biographique centré sur un moment critique de l'histoire roumaine récente.

## Synopsis

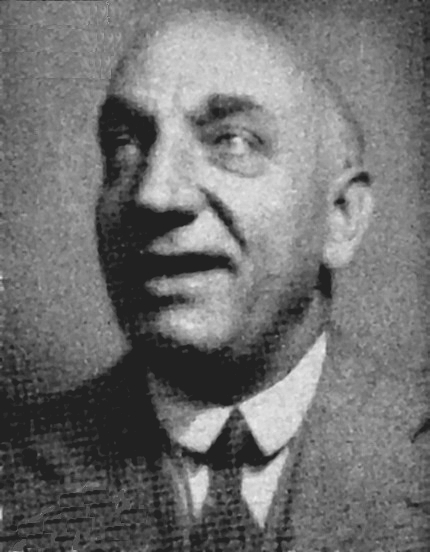
L'acteur Constantin Tănase

Le film est inspiré de la vie de l'acteur et directeur de théâtre Constantin Tănase (en) (1880-1945).

## Fiche technique
- Titre anglais : The Actor and the Savages
- Réalisation : Manole Marcus
- Scénario : Titus Popovici
- Photographie : Nicu Stan
- Musique : George Grigoriu
- Durée : 150 minutes
- Date de sortie : juillet 1975

## Distribution
- Toma Caragiu : Costica Caratase
- Mircea Albulescu : Ionel Fridman
- Tricy Abramovici : Negreasca
- Zephi Alsec : le Ministre de l'intérieur
- George Paul Avram : Puiu Mugur
- Ferenc Bencze : Peasant
- Carmen Berbecaru : Marioara
- Ion Besoiu : Gutză Popescu
- Maria Chira : la fille de Caratase
- Cornel Ciupercescu : Légionnaire
- Ioana Craciunescu : l'étudiant
- Mircea Diaconu : Commissaire Radu Toma
- Ștefan Thury : George, le choréographe